# Before I Forget (cântec)
Before I Forget este un cântec lansat de trupa de heavy metal Slipknot în anul 2004.
Cântecul a fost lansat odată cu albumul Vol. 3: (The Subliminal Verses) pe data de 25 mai 2004 de casa de discuri Roadrunner Records și este singurul cântec al trupei care a fost nominalizat și a câștigat Premiile Grammy la sfârșitul anului 2009.